# Kim Greisen
Kim Greisen (født 16. oktober 1972 i Fredericia) er dansk ultra-triatlet.
Greisen er uddannet civilingeniør fra Aalborg Universitet med speciale i systemdesign og –konstruktion i 1997.
Kim er en af de få danske triatleter, der konkurrerer på distancer over 3 x Ironman.[kilde mangler]

## Biografi
Greisen har været aktiv triatlet siden 2002 og har været medlem af Hareskovens Triatlonklub (HareTRI). Greisen har konkurreret på de fleste af distancerne under IUTA (International Ultra Triathlon Association).
Udover de ultralange triatlondistancer har Greisen deltaget i konkurrencer indenfor duathlon, CrossDuatlon, Ekstremmarathon,24 timers spinning-marathon samt 24 timers landevejsløbet Melfar 24 Hour. Greisen deltager desuden i Adventure racing.[kilde mangler]

## Væsentlige resultater
- Guldmedalje i 10x1 Ironman (Sicilien 2011)[1][2]
- Sølvmedalje 100 Miles Hammertrail 22h:39m 1. Age-Group (Danmark 2011)[3]
- Sølvmedalje i VM 10-dobbelt Ironman (Frankrig 2006)[kilde mangler]
- Sølvmedalje i VM 3-dobbelt Ironman (Tyskland 2010) [4]
- 2. plads i Dobbelt Ironman (Tyskland 2005) [4]
- 4. plads i Dobbelt Ironman (Slovenien 2009)[kilde mangler]
- Personlig rekord på Ironmandistancen: 9:29 – Challenge Copenhagen 2010[kilde mangler]
- 6. plads Patagonia Expedition Race - Team Cuva (Chile 2012)